# BACK TO NEXUS
『BACK TO NEXUS』（バック・トゥ・ネクサス）は、EARTHSHAKERのセルフカバー・ベスト・アルバム。

## 概要
デビュー当時に所属していたNEXUSレーベルに復帰し、NEXUSレーベルより発表された楽曲をリレコーディングしたアルバムである。
代表曲の「GAMBLER」「MORE」「記憶の中」「RADIO MAGIC」の他、新曲の「BACK TO NEXUS」など全14曲を収録している。
本作について、西田は、「ナツメロ集ではありません。常にツアーで、いくつかの曲をやりながら僕らとともに成長してきた」と、石原は、「当時のイメージを壊さないように微妙なサジ加減でシンセの音を入れたり…。苦労しました」と語っている。

## 収録曲
★は、初リレコーディング曲。
1. BACK TO NEXUS
  - 作曲：石原慎一郎

新曲。インストゥルメンタル曲。
2. GAMBLER★
1986年のアルバム『OVER RUN』収録曲。
3. 夢の果てを★
1983年のアルバム『EARTHSHAKER』収録曲。
4. WHISKY AND WOMAN
1985年のアルバム『PASSION』収録曲。
5. MORE
1984年のアルバム『FUGITIVE』収録曲。
6. SHINY DAY★
1984年のアルバム『FUGITIVE』収録曲。
7. I FEEL ALL SADNESS★
1983年のアルバム『EARTHSHAKER』収録曲。
8. THE NIGHT WE HAD★
1985年のアルバム『PASSION』収録曲。
9. EARTHSHAKER
1983年のアルバム『EARTHSHAKER』収録曲。
10. 記憶の中
1984年のアルバム『FUGITIVE』収録曲。
11. ざわめく時へと★
1984年のアルバム『MIDNIGHT FLIGHT』収録曲。
12. ただ悲しく★
1984年のアルバム『MIDNIGHT FLIGHT』収録曲。
13. いま君にまた逢えて★
1986年のアルバム『OVER RUN』収録曲。
14. RADIO MAGIC
1984年のアルバム『MIDNIGHT FLIGHT』収録曲。